# Fissidens grandifrons
Fissidens grandifrons är en bladmossart som beskrevs av Bridel 1806. Fissidens grandifrons ingår i släktet fickmossor, och familjen Fissidentaceae. Inga underarter finns listade i Catalogue of Life.